# Kalambaka (gmina)
Kalambaka (gr. Δήμος Καλαμπάκας, Dimos Kalambakas) – gmina w Grecji, w administracji zdecentralizowanej Tesalia-Grecja Środkowa, w regionie Tesalia, w jednostce regionalnej Trikala. W 2011 roku liczyła 21 991 mieszkańców. Powstała 1 stycznia 2011 roku w wyniku połączenia dotychczasowych gmin: Wasiliki, Kalambaka, Timfei, Kastania, Klinowo, Malakasi i Chasia oraz wspólnoty Aspropotamos. Siedzibą gminy jest Kalambaka.